# Chenisides
Chenisides es un género de arañas araneomorfas de la familia Linyphiidae. Se encuentra en África subsahariana.

## Lista de especies
Según The World Spider Catalog 12.0:
- Chenisides bispinigera Denis, 1962
- Chenisides monospina Russell-Smith & Jocqué, 1986